# Resolució 1244 del Consell de Seguretat de les Nacions Unides
La Resolució 1244 del Consell de Seguretat de les Nacions Unides fou adoptada el 10 de juny de 1999. Després de considerar les resolucions 1160 (1998), 1199 (1998), 1203 (1998) i 1239 (1999), va autoritzar una presència internacional, tant civil com a militar, a Kosovo (part de Sèrbia, successor de Sèrbia i Montenegro, que s'anomenava República Federal de Iugoslàvia) i va establir la Missió d'Administració Provisional de les Nacions Unides a Kosovo (MINUK). Fou seguit per l'acord del president Milošević de la República Federal de Iugoslàvia amb els termes proposats pel president de Finlàndia, Martti Ahtisaari, i el president rus Víktor Txernomirdin el 8 de juny, el que va implicar la retirada de totes les forces estatals iugoslaves de Kosovo (Annex 2 de la Resolució).
La resolució 1244 va ser aprovada per 14 vots contra cap en contra. L'una única abstenció va ser de la Xina. El país es va mostrar crític amb el bombardeig de l'OTAN sobre Iugoslàvia, particularment pel bombardeig de la seva ambaixada. Xina va argumentar que el conflicte havia de resoldre'l el govern iugoslau i el seu poble, per la qual cosa s'oposava a qualsevol intervenció externa. No obstant això, donada l'aprovació iugoslava a la proposta de pau, no va vetar la resolució.
Kosovo va declarar la independència el 2008. Sèrbia i altres membres de l'ONU han subratllat que la resolució 1244 sempré és jurídicament vinculant per a totes les parts. The Economist descriu la resolució com a "redundant" després de la declaració d'independència, afirmant que "les referències a ella s'utilitzen per salvar la cara a Sèrbia".

## Resolució

### Observacions
En el preàmbul de la Resolució 1244, el Consell de Seguretat va lamentar que no s'hagués complert amb les resolucions anteriors. Estava decidit a resoldre la greu situació humanitària i volia garantir que tots els refugiats poguessin tornar de manera segura. Va condemnar la violència contra la població civil, així com els actes de terrorisme, i va recordar la jurisdicció i el mandat del Tribunal Penal Internacional per a l'antiga Iugoslàvia (ICTY). També va recordar la sobirania, la integritat territorial de la República Federal de Iugoslàvia i altres estats de la regió, i va reafirmar la seva crida a una autonomia i autoadministració significatives per a Kosovo.

### Actes
La resolució es va promulgar sota el Capítol VII de la Carta de les Nacions Unides.
El Consell de Seguretat va decidir que una solució a la crisi de Kosovo es basés en els principis acordats que figuren en els annexos de la resolució.
Va donar la benvinguda a l'acceptació sèrbia (llavors anomenats "República Federal de Iugoslàvia") dels principis i exigia la cooperació en la seva implementació. Al mateix temps, el Consell va exigir que Sèrbia posés fi a la repressió política a Kosovo i iniciés una retirada gradual; després de la retirada, un petit nombre de membres del personal militar i policial de Iugoslàvia i de Sèrbia podrien tornar a Kosovo, si l'autoritzaven la presència militar internacional, a exercir les funcions contingudes en l'annex de la resolució.
La resolució autoritzava llavors una presència internacional civil i de seguretat a Kosovo. Es va demanar al Secretari General de les Nacions Unides que designés un Representant Especial per coordinar l'execució de la presència internacional. El Consell va autoritzar als països i organitzacions internacionals a establir una presència de seguretat a Kosovo, afirmant la necessitat del desplegament immediat de les presències internacionals civils i de seguretat. Les responsabilitats de la presència de la seguretat internacional van incloure la detecció de noves hostilitats, el control de la retirada de la República Federal de Iugoslàvia, la desmilitarització de l'Exèrcit d'Alliberament de Kosovo i altres grups albanesos de Kosovo i garantir un entorn segur en el qual els refugiats podrien tornar.
El secretari general fou autoritzat a establir una presència civil internacional a Kosovo per proporcionar una administració provisional a través de la qual Kosovo podria exercir la governança, pendent d'una solució d'estatus definitiu, a través de l'establiment d'institucions provisionals d'autogovern. Les principals responsabilitats de la presència civil internacional incloïen la promoció de l'autonomia de Kosovo, la realització de funcions administratives civils, la supervisió del desenvolupament de les institucions, la celebració d'eleccions, el manteniment de la llei i l'ordre, la protecció dels drets humans i el retorn segur dels refugiats.
El Consell va subratllar la necessitat de les operacions d'ajuda humanitària i va encoratjar a tots els estats i organitzacions a contribuir a la reconstrucció econòmica i social. Totes les parts, inclosa la presència internacional, havien de cooperar amb el TPIAI. Va exigir que els grups armats kosovars acabessin amb les seves ofensives.
Finalment, es va decidir establir les presències internacionals civils i de seguretat per un període inicial de 12 mesos, mentre que es va demanar al Secretari General que mantingués informat al Consell sobre els esdeveniments. Inusualment, per a les missions de manteniment de la pau de l'ONU, aquest havia de continuar després del període inicial de 12 mesos, tret que el Consell de Seguretat determinés el contrari: normalment, el mandat continu de les missions està subjecte a resolucions després de dotze mesos que permeten revisions del mandat original.

### Sumari
Les principals característiques de la Resolució 1244 eren:
- Exigeix, en particular, que la República Federal de Iugoslàvia posi un final immediat i verificable a la violència i la repressió a Kosovo;
- Retirada gradual completa i verificable de Kosovo de totes les forces militars, policials i paramilitars d'acord amb un calendari ràpid, amb el qual es sincronitzarà el desplegament de la presència internacional de seguretat a Kosovo;
- Col·loca Kosovo sota l'administració provisional de l'ONU (realitzada per la Missió d'Administració Provisional de les Nacions Unides a Kosovo, UNMIK);
- Autoritza una força de pau dirigida per l'OTAN a Kosovo (actualment realitzada per la KFOR);
- Permet el retorn d'un nombre acordat de personal iugoslau i serbi per mantenir una presència als llocs Patrimonials de Sèrbia i als principals passos fronterers;
- Dirigeix l'UNMIK per establir institucions provisionals d'autogovern local a Kosovo (PISG);
- Reafirmar el compromís dels estats membres de les Nacions Unides sobre la sobirania i la integritat territorial de la República Federal de Iugoslàvia i els altres Estats de la regió, tal com s'estableix a l'Acta final d'Helsinki i l'annex 2 de la RCSN 1244 (un annex que ambdós afirmen la sobirania de la República Federal de Iugoslàvia i contempla, entre altres coses, un estatut polític per Kosovo);
- Demana a l'ONU que asseguri el retorn segur i sense obstacles de tots els refugiats i persones desplaçades a les seves llars a Kosovo i que garanteixi condicions per a una vida pacífica i normal per a tots els habitants de la província;
- Requereix que l'EAK i altres grups armats d'albanokosovars siguin desmilitaritzats;
- Autoritza a les Nacions Unides a facilitar un procés polític per determinar el futur estatut polític de Kosovo que tindrà en compte l'acord de Rambouillet que Sèrbia es va negar a signar el 1998 i que demana que "la voluntat del poble de Kosovo" sigui un dels principis rectors en la definició de l'estatus de Kosovo, un altre sigui el compliment respectiu de les parts contendents de l'Acord. La resolució reafirma les crides per a una "autonomia substancial i una autoadministració significativa per a Kosovo".

## Importància

### Posició sèrbia
L'article 1 de l'Acta Final de Hèlsinki dona un gran valor a la sobirania i la integritat territorial dels Estats existents. D'una manera similar les referències a l'autonomia en els articles de la 1244 indiquen un desig per membres de l'ONU en aquest moment per tornar a Kosovo un estatus d'autonomia anterior a 1990, si és possible.
Però la Comissió de Venècia de la UE va assenyalar que: "Pel que fa a l'autonomia substancial, un examen de la Constitució, i més concretament de la part VII, deixa clar que aquesta autonomia substancial de Kosovo no està en absolut garantida a nivell constitucional, ja que la Constitució delega gairebé cada aspecte d'aquesta autonomia a la legislatura .... és evident que la llei ordinària pot restringir l'autonomia de les províncies.
Aquesta possibilitat de restringir l'autonomia de les províncies per la llei és confirmada per gairebé tots els articles de la Part 7 de la Constitució ...
Per tant, en contrast amb el que anuncia l'exposició de motius, la mateixa Constitució no garanteix en absolut l'autonomia substancial de Kosovo, ja que depèn totalment de la voluntat de l'Assemblea Nacional de la República de Sèrbia si es realitza o no l'autogovern."
Cal assenyalar que la "autonomia substancial" sota la Constitució iugoslava de 1974 requereix l'acceptació per Kosovo de les lleis que restringeixen la seva autoritat.
Sèrbia va buscar validació internacional per la seva postura, i a l'octubre de 2008 va sol·licitar una sentència de la Cort Internacional de Justícia. No obstant això, el tribunal va dictaminar que la declaració d'independència era legal.

### Posició de Kosovo
El 17 de febrer de 2008, representants de la població de Kosovo, actuant al marge del marc les institucions provisionals d'autogovern de la UNMIK (que no representa l'Assemblea de Kosovo ni cap d'aquestes institucions), va emetre una Declaració d'independència de Kosovo, establint la República de Kosovo. El 22 de juliol de 2010, la Cort Internacional de Justícia va dictaminar que la declaració d'independència de Kosovo no violava el dret internacional general, la resolució 1244 del Consell de Seguretat (1999) o el marc constitucional, perquè els autors de la declaració, que es van nomenar "representants del poble de Kosovo", no estaven obligats per aquests documents. La declaració d'independència era legal.